# Holzmaden
Holzmaden ist eine kleine Gemeinde im Vorland der Schwäbischen Alb im Landkreis Esslingen in Baden-Württemberg. Sie gehört zur Region Stuttgart (bis 1992 Region Mittlerer Neckar) und zur europäischen Metropolregion Stuttgart. Holzmaden trägt seit dem Jahr 2023 die offizielle Zusatzbezeichnung Urweltgemeinde. Dies wurde der Gemeinde vom Innenministerium zuerkannt.

## Geographie

### Geographische Lage
Holzmaden liegt in Luftlinie etwa fünf Kilometer ostsüdöstlich der Stadtmitte des benachbarten Kirchheim unter Teck und 19 km südöstlich der Kreisstadt Esslingen am Neckar im Vorland der mittleren Schwäbischen Alb, näher am Albtrauf im Südosten als am Talzug des oberen Neckars im Nordwesten. Durch das Dorf zieht der Seebach, der am Westrand der Gemeinde in den Trinkbach mündet, welcher über die Lindach entwässert. Das Gemeindegebiet erstreckt sich von etwa 337 m ü. NN an der Seebachmündung bis auf etwa 388 m ü. NN auf dem Hügelkamm zwischen Seebach und oberem Trinkbach, der zweimal im Bereich der nördlichen Gemeindegrenze fließt. Etwas jenseits der südlichen zieht die Bundesautobahn 8 und die Schnellfahrstrecke Wendlingen–Ulm vom Neckar her zum nahen Albaufstieg am Aichelberg.

### Geologie

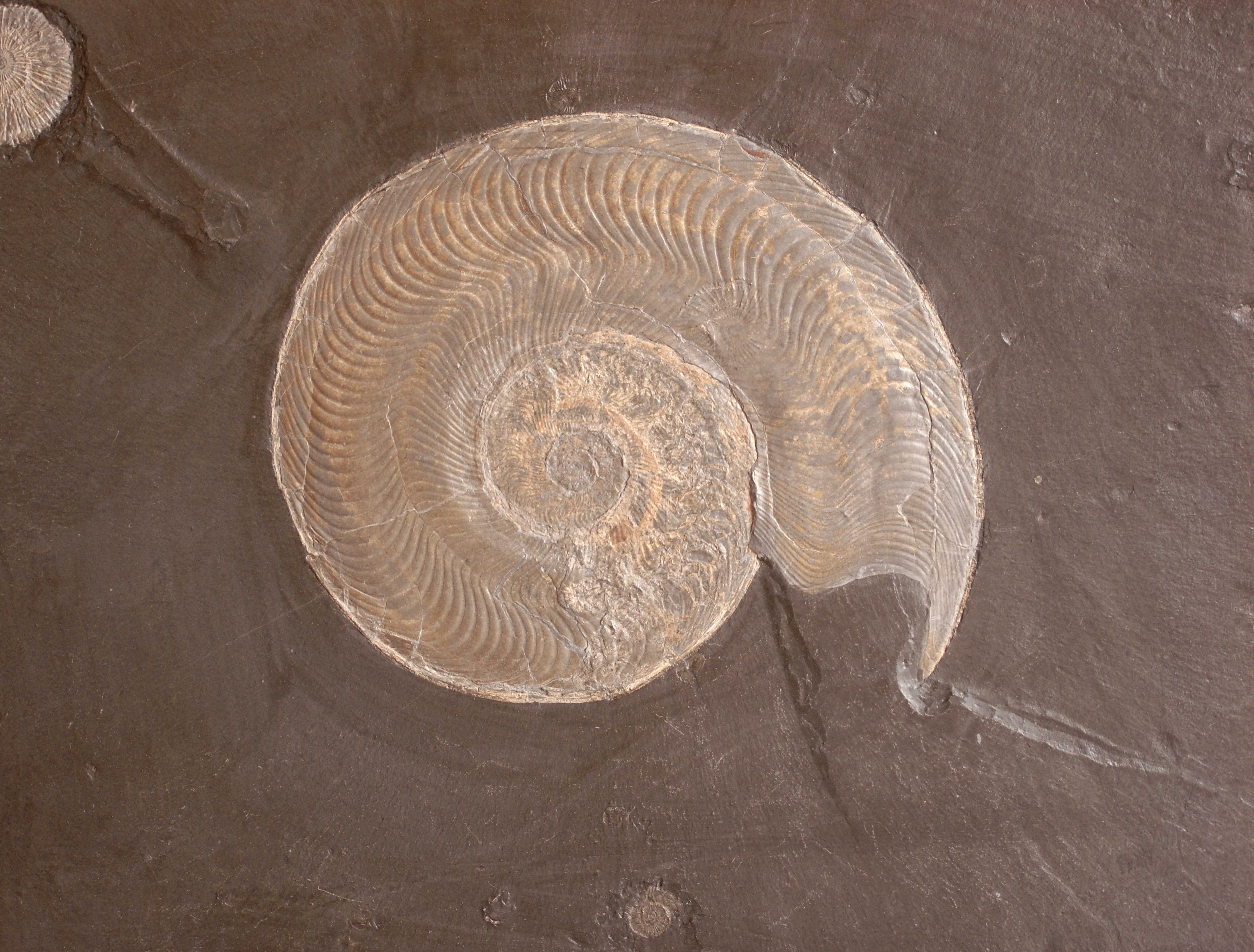
Ammonit im Holzmadener Schiefer

Im Gemeindegebiet tritt ein fossilreiches Sedimentgestein aus der Zeit des Unterjuras (Lias, Schwarzjura) zu Tage, der Posidonienschiefer. Durch außergewöhnliche Fossilfunde von Muscheln, Ammoniten, Seelilien, Fischen, Ichthyosauriern, Meereskrokodilen und Plesiosauriern in Holzmaden und Umgebung ist der Ort als bedeutende Fossil-Lagerstätte weltweit bekannt geworden. Die Gemeinde ist Teil des 1979 gebildeten Grabungsschutzgebiets Holzmaden.

### Gemeindegliederung
Zur Gemeinde Holzmaden gehören außer dem Dorf Holzmaden keine weiteren Orte.

### Nachbargemeinden
Nachbarkommunen sind reihum im Osten die Gemeinde Zell unter Aichelberg, im Südosten die Gemeinde Aichelberg, die beide im Landkreis Göppingen liegen; weiter im Süden die Stadt Weilheim an der Teck, im Westen Jesingen, ein Stadtteil der Stadt Kirchheim unter Teck und im Norden die Gemeinde Ohmden, die alle dem eigenen Landkreis Esslingen angehören.

### Flächenaufteilung
Nach Daten des Statistischen Landesamtes, Stand 2014.

## Geschichte

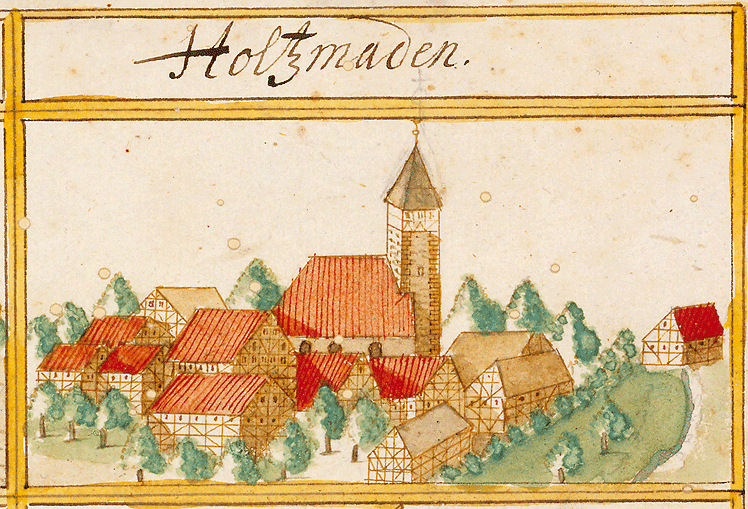
Holzmaden 1683/1685 im Kieserschen Forstlagerbuch

### Mittelalter
Im Jahre 1148 wurde Holzmaden in einer Schenkung an das Kloster St. Peter auf dem Schwarzwald erstmals urkundlich genannt. Zu der Zeit lag der Ort im Gebiet des Herzogtums Schwaben. Im 13. Jahrhundert gehörte Holzmaden vermutlich zur Herrschaft Weilheim und war somit im Bereich der Grafen von Aichelberg. Es ist davon auszugehen, dass auch die Herzöge von Teck Herrschaftsrechte im Ort ausübten. Schon 1334 kam Holzmaden an Württemberg und wurde dem Amt in Kirchheim zugeordnet.

### Neuzeit
Im Dreißigjährigen Krieg brannte eine Soldateska am 28. April 1639 nahezu das gesamte Dorf nieder, so dass am Ende nur zwei kleine Häuschen stehen blieben. Der Wiederaufbau des zerstörten Dorfes zog sich über viele Jahrzehnte hin. 1669 wurde die alte Stephanuskirche errichtet, 1684 das Pfarrhaus und 1687 das heutige Rathaus.
Bei der Umsetzung der neuen Verwaltungsgliederung im 1806 gegründeten Königreich Württemberg blieb der Ort dem Oberamt Kirchheim zugeordnet. 1908 erhielt Holzmaden durch die Eröffnung der Bahnstrecke von Kirchheim nach Weilheim Anschluss an das Eisenbahnnetz der Württembergischen Staatsbahnen.
Die erste Stromversorgung datiert aus dem Jahr 1915. Während des Ersten Weltkriegs waren 129 Männer aus Holzmaden zur Württembergischen Armee einberufen und es fielen 24 Soldaten aus der Gemeinde. 1929 erfolgte der Bau der ersten Wasserleitung. Bekanntheit erlangte Holzmaden durch die in den Schieferablagerungen des einstigen Jurameers entdeckten Versteinerungen der urzeitlichen Tier- und Pflanzenwelt. 1936 begann der Bau des Urwelt-Museums Hauff. Durch die Kreisreform während der NS-Zeit in Württemberg gelangte Holzmaden 1938 zum neuen Landkreis Nürtingen.
Im Zweiten Weltkrieg waren 179 Männer aus Holzmaden zur Wehrmacht eingezogen und davon wurden 27 als Gefallene und 13 als Vermisste vermeldet. Kurz vor Ende des Zweiten Weltkriegs zerstörten Flugzeuge der US-Luftwaffe bei einem Bombenangriff am 20. April 1945 24 Häuser und verursachten dabei auch den Tod zweier ziviler Bewohner des Dorfes. 1945 bis 1952 gehörte Holzmaden zum Nachkriegsland Württemberg-Baden, das 1945 in der Amerikanischen Besatzungszone gegründet worden war. 1952 gelangte die Gemeinde zum neuen Bundesland Baden-Württemberg.
Bei der Kreisreform von 1973 kam Holzmaden vom aufgelösten Landkreis Nürtingen zum Landkreis Esslingen.

### Einwohnerentwicklung
Die Einwohnerzahlen sind Schätzungen, Volkszählungsergebnisse (¹) oder amtliche Fortschreibungen des Statistischen Landesamtes (nur Hauptwohnsitze).
| Jahr                | Einwohnerzahlen |
| ------------------- | --------------- |
| 1671                | 43              |
| 1750                | 219             |
| 3. Dezember 1834¹   | 488             |
| 3. Dezember 1861¹   | 557             |
| 1. Dezember 1900¹   | 564             |
| 17. Mai 1939¹       | 697             |
| 29. Oktober 1946¹   | 988             |
| 13. September 1950¹ | 1.063           |
| 6. Juni 1961¹       | 1.290           |

| Jahr              | Einwohnerzahlen |
| ----------------- | --------------- |
| 27. Mai 1970¹     | 1.520           |
| 25. Mai 1987¹     | 1.646           |
| 31. Dezember 1990 | 1.765           |
| 31. Dezember 1995 | 1.909           |
| 31. Dezember 2000 | 2.068           |
| 31. Dezember 2005 | 2.145           |
| 31. Dezember 2010 | 2.131           |
| 31. Dezember 2015 | 2.222           |
| 31. Dezember 2020 | 2.312           |

## Politik

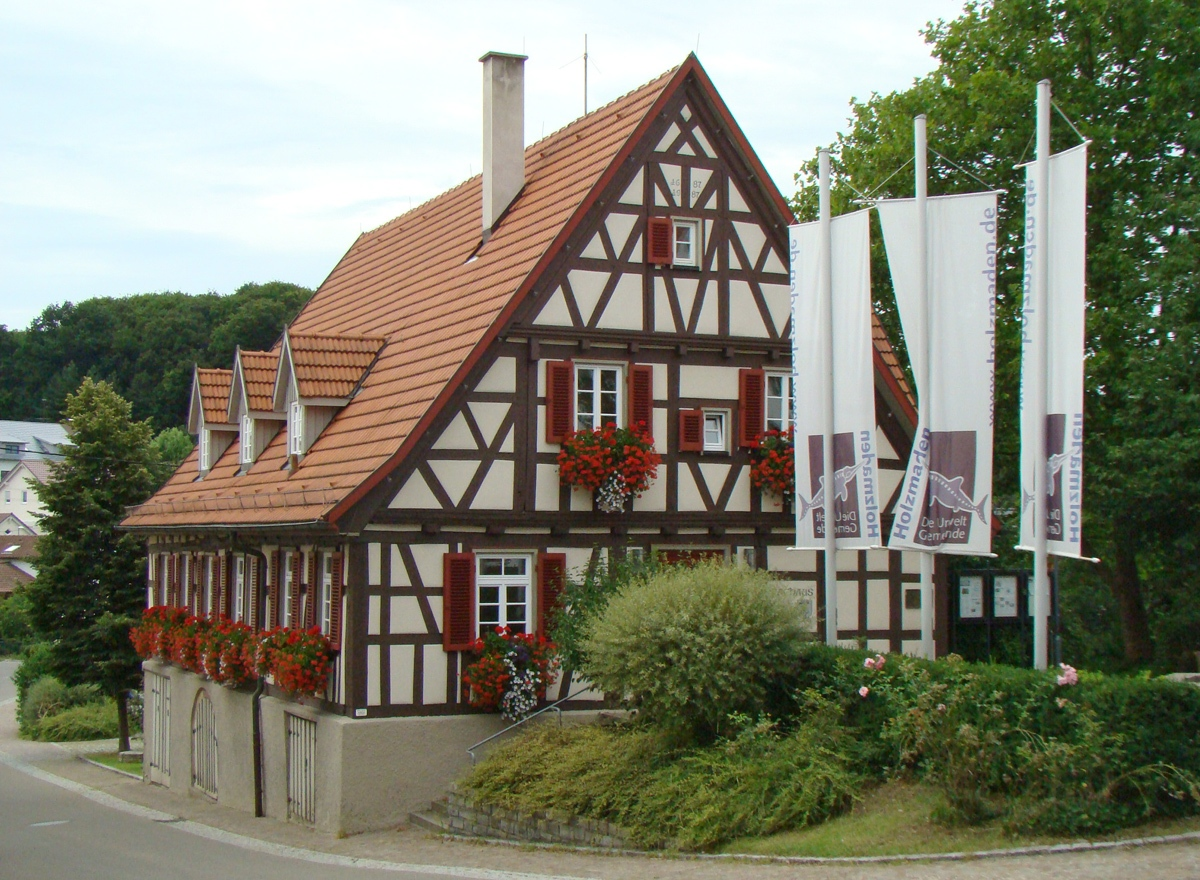
Rathaus

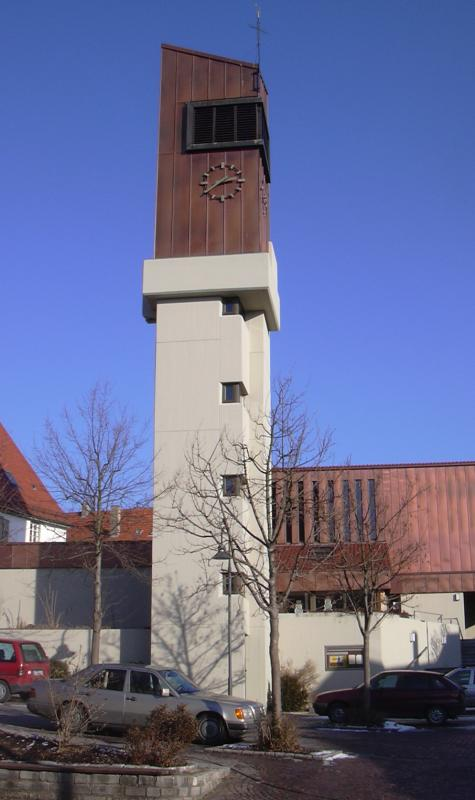
Stephanuskirche

### Bürgermeister
- 1945–1952 Christian Burkhardt
- 1952–1982 Otto Vogt
- 1982–1998 Jürgen Berner
- 1998–2014 Jürgen Riehle
- 2014–2021 Susanne Irion (geb. Jakob)[3][4]
- seit 2021 Florian Schepp[5]

Bei der Bürgermeisterwahl am 14. März 2021 erhielt Florian Schepp im ersten Wahlgang 78,6 % der Stimmen, bei einer Wahlbeteiligung von 75,46 %.

### Gemeinderat
Der Gemeinderat in Holzmaden besteht aus den 10 gewählten ehrenamtlichen Gemeinderäten und dem Bürgermeister als Vorsitzendem. Der Bürgermeister ist im Gemeinderat stimmberechtigt.
Die Kommunalwahl am 9. Juni 2024 führte zu folgendem Endergebnis. 
| Parteien und Wählergemeinschaften | Parteien und Wählergemeinschaften | % 2024 | Sitze 2024 | % 2019 | Sitze 2019 | Kommunalwahl 2024 %6050403020100 55,64 %44,36 % HBLFWGewinne/Verlusteim Vergleich zu 2019 %p 10 8 6 4 2 0 −2 −4 −6 −8−10+8,29 %p−8,29 %pHBLFW |
| HBL                               | Holzmadener Bürgerliste           | 55,64  | 6          | 47,35  | 5          | Kommunalwahl 2024 %6050403020100 55,64 %44,36 % HBLFWGewinne/Verlusteim Vergleich zu 2019 %p 10 8 6 4 2 0 −2 −4 −6 −8−10+8,29 %p−8,29 %pHBLFW |
| FWV                               | Freie Wählervereinigung Holzmaden | 44,36  | 4          | 52,65  | 5          | Kommunalwahl 2024 %6050403020100 55,64 %44,36 % HBLFWGewinne/Verlusteim Vergleich zu 2019 %p 10 8 6 4 2 0 −2 −4 −6 −8−10+8,29 %p−8,29 %pHBLFW |
| gesamt                            | gesamt                            | 100,0  | 10         | 100,0  | 10         | Kommunalwahl 2024 %6050403020100 55,64 %44,36 % HBLFWGewinne/Verlusteim Vergleich zu 2019 %p 10 8 6 4 2 0 −2 −4 −6 −8−10+8,29 %p−8,29 %pHBLFW |
| Wahlbeteiligung                   | Wahlbeteiligung                   | 71,5 % | 71,5 %     | 69,3 % | 69,3 %     | Kommunalwahl 2024 %6050403020100 55,64 %44,36 % HBLFWGewinne/Verlusteim Vergleich zu 2019 %p 10 8 6 4 2 0 −2 −4 −6 −8−10+8,29 %p−8,29 %pHBLFW |

### Wappen
Blasonierung: „In Silber (Weiß) unter einer liegenden schwarzen Hirschstange eine gestürzte schwarze Pflugschar.“ In vielen modernen Darstellungen ist die Pflugschar nicht schwarz ausgefüllt.
Während die Hirschstange auf die württembergische Herrschaft hinweist, basiert die Pflugschar auf einem Fleckenzeichen und ist seit 1773 nachweisbar. Das heutige Wappen der Gemeinde wurde am 28. Juni 1957 vom Innenministerium Baden-Württemberg verliehen. Die Gemeindeflagge hat die Farben Schwarz-Weiß (Schwarz-Silber). Die Flaggenfarben wurden 1980 durch das Landratsamt Esslingen verliehen.

### Gemeindepartnerschaften
Seit 1972 bestehen partnerschaftliche Beziehungen mit Connantre in Frankreich, einem Ort in der Champagne, die 1990 mit einer offiziellen Gemeindepartnerschaft besiegelt wurden.

## Kultur und Sehenswürdigkeiten

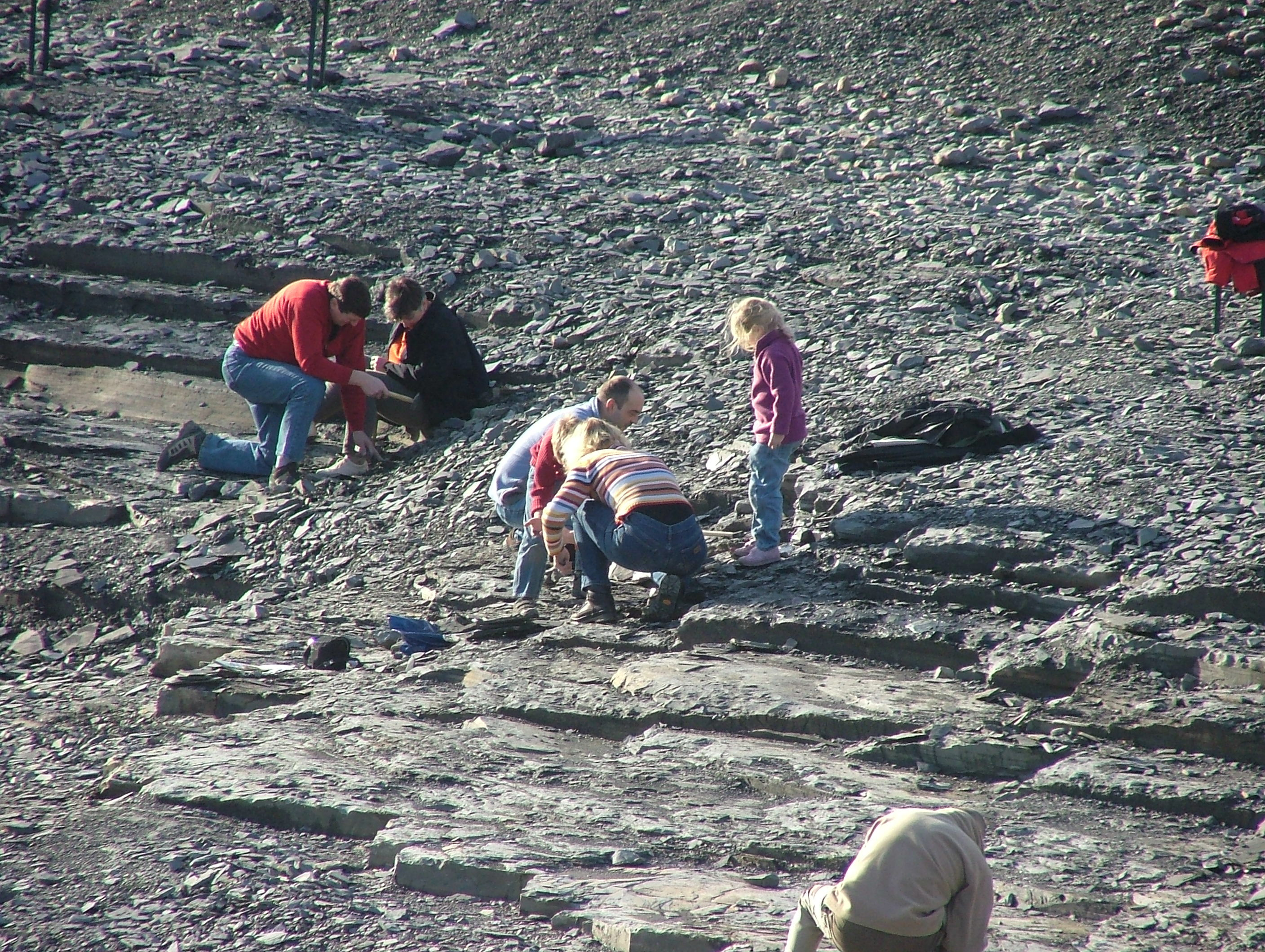
Steinbruch

Weltberühmt sind die 180 Millionen Jahre alten Fossilfunde im Urwelt-Museum Hauff. Am Ort gibt es außerdem einen Steinbruch, in dem Besucher selbst nach Fossilien suchen können.

## Kulinarische Spezialitäten
Als Spezialität gilt der „Bätscher“, der in Holzmaden und anderen Orten in der Umgebung, wie zum Beispiel Weilheim oder Notzingen zu finden ist. Der Bätscher ist pizzaartiges Brotteiggebäck, bestrichen mit Sauerrahm, Kümmel und diversen Gewürzen. Früher wurde der Bätscher meist aus schwarzem Brotteig gemacht und hatte eine ovale, dem Fladenbrot ähnliche Form. Der Ortskern mit Kirche, Pfarrhaus und einigen Häusern hat eine solche Form und trägt daher auch den Namen „Bätscher“.

## Infrastruktur und Einrichtungen

### Verkehr

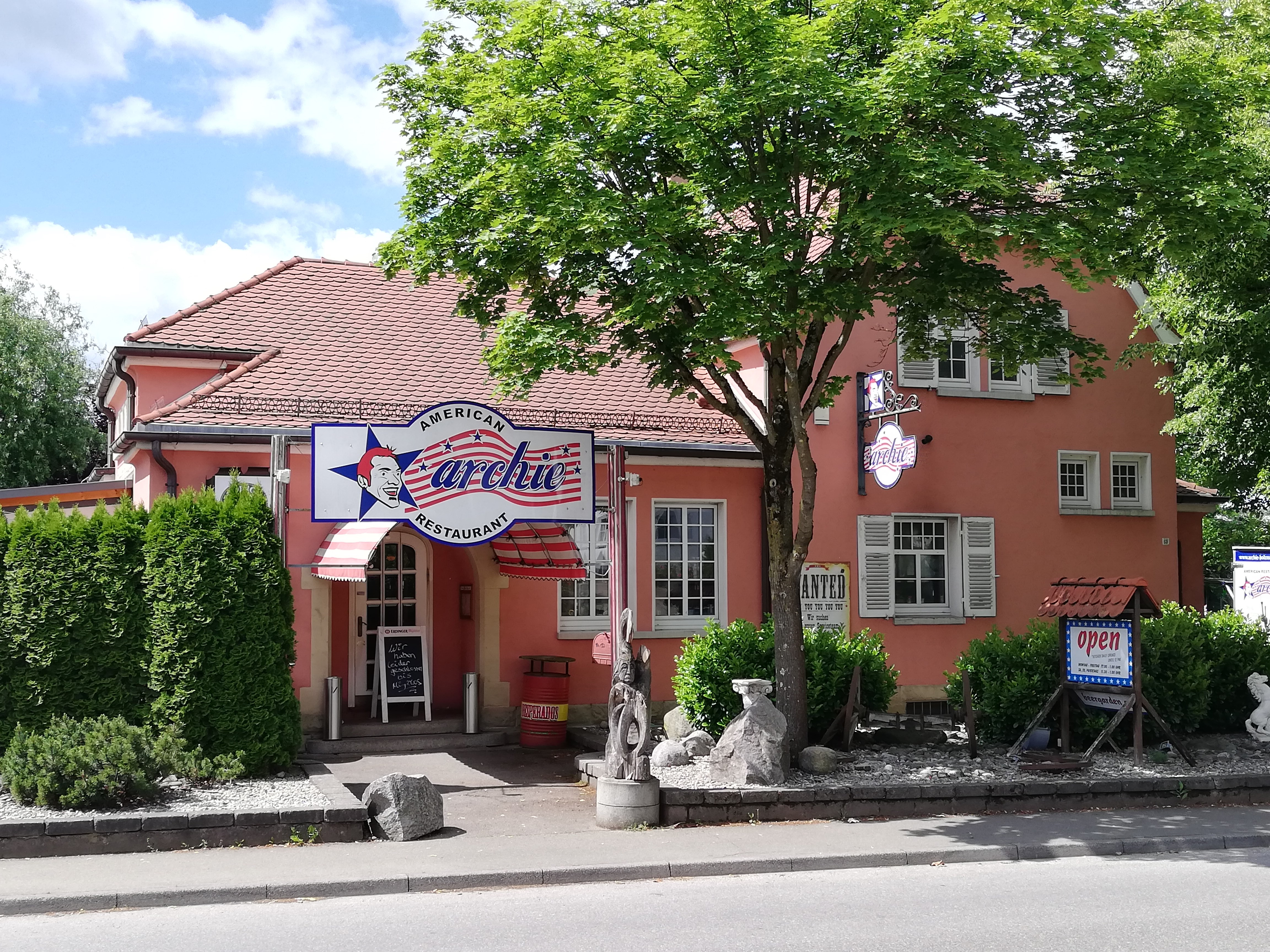
Das frühere Bahnhofsgebäude

Die Gemeinde liegt nördlich der Bundesautobahn 8 und der Schnellfahrstrecke Wendlingen–Ulm, ziemlich genau auf halber Strecke zwischen Ulm und Stuttgart und ist 2,5 km von der Anschlussstelle Aichelberg entfernt.
Der Ort wurde 1908 über die Bahnstrecke Kirchheim (Teck) Süd–Weilheim (Teck) an das Eisenbahnnetz angeschlossen. Der Personenverkehr wurde 1982 eingestellt, der Güterverkehr 1995. Der denkmalgeschützte Bahnhof dient nun als Restaurant.
Der Schwäbische-Alb-Radweg führt als Fernradweg vom Biosphärengebiet Schwäbische Alb herkommend durch Holzmaden; er führt vom Bodensee nach Donauwörth. Auf derselben Strecke führt auch der Württemberger Tälerradweg durch die Gemeinde; insgesamt führt er von Crailsheim nach Ulm und weiter über Holzmaden und Göppingen nach Schwäbisch Gmünd. Über diese Wege ist Holzmaden mit Weilheim an der Teck und in der anderen Richtung an Aichelberg und Zell unter Aichelberg vorbei mit Bad Boll verbunden.

### Bildungs- und Sporteinrichtungen

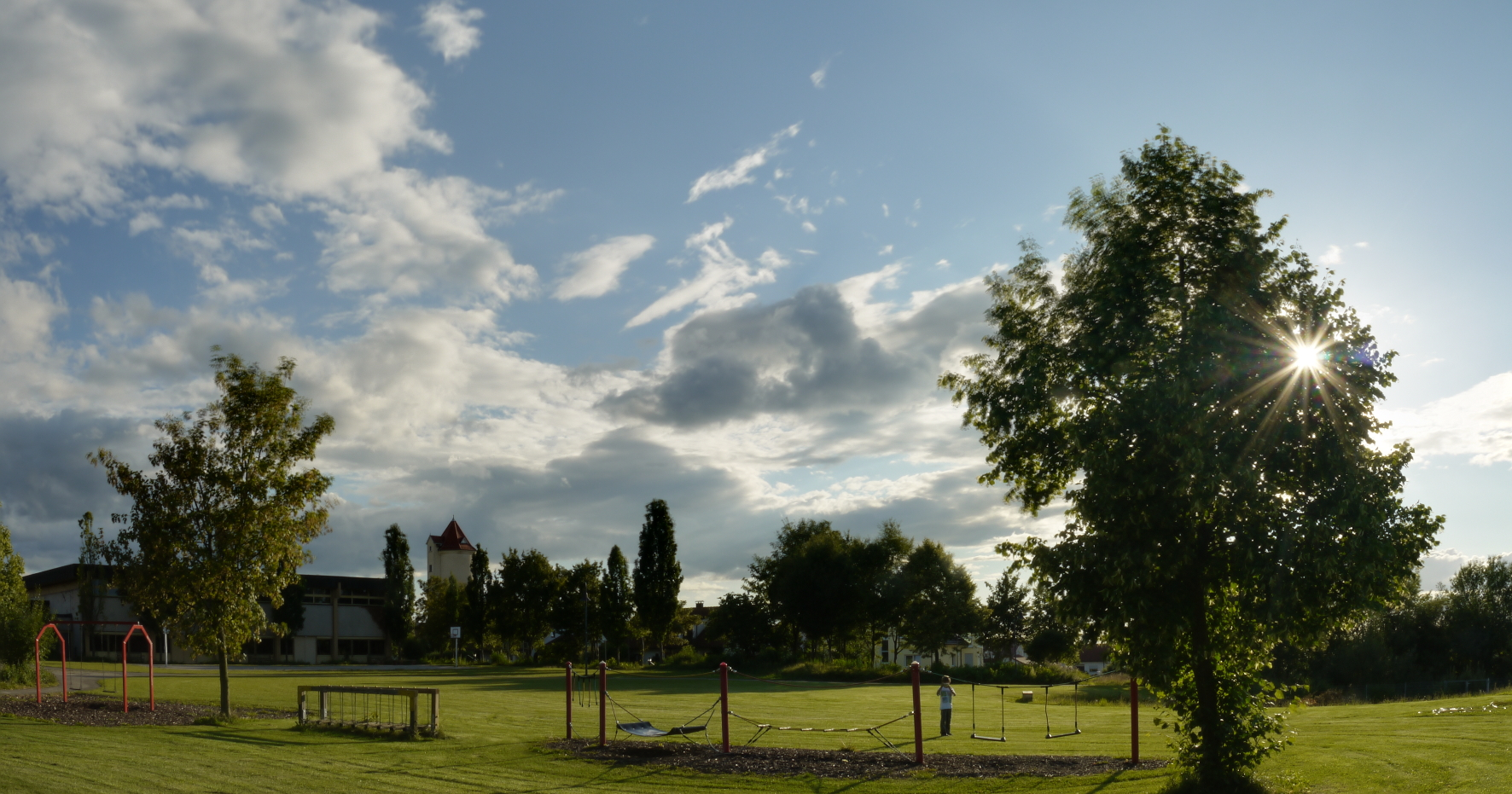
Sport- und Freizeitanlage

Holzmaden verfügt weiterhin über eine Grundschule, drei Kindergärten (davon ein Naturkindergarten), eine Gemeindehalle mit angeschlossener Turnhalle und eine Sport- und Freizeitanlage mit Skateranlage.

## Vereine und Organisationen
Die Vereinsarbeit ist ein wesentlicher Faktor im gesellschaftlichen Leben in Holzmaden. So wird alle drei Jahre ein gemeinsames Dorffest organisiert (Bätscherfest).

## Persönlichkeiten

### Ehrenbürger
- Gottlieb Stoll

### Söhne und Töchter der Gemeinde
- Bernhard Hauff (1866–1950), Gründer des Urweltmuseums Hauff
- Heinz Kälberer (* 1942), ehemaliger Oberbürgermeister von Vaihingen an der Enz